# Subhuman Beings on Tour
Subhuman Beings on Tour är ett livealbum av det amerikanska heavy metal-bandet Skid Row, utgiven i Japan under 1995.
Judas Priests sångare Rob Halford gästar på låten Delivering the Goods som även finns med på tributalbumet A Tribute to the Priest (2002).

## Låtlista
1. Slave to the Grind (Bach, Bolan, Snake)
2. Delivering the Goods - med Rob Halford (cover av Judas Priest)
3. Beat Yourself Blind (Bach, Bolan, Hill, Snake)
4. Psycho Therapy (cover av Ramones)
5. Riot Act (Bolan, Snake)
6. Monkey Business (Bolan, Snake)
7. Thanks from the Band

## Banuppsättning

### Skid Row
- Sebastian Bach - sång
- Scotti Hill - gitarr
- Dave "The Snake" Sabo - gitarr, sång
- Rachel Bolan - bas, sång
- Rob Affuso - trummor

### Gästartist
- Rob Halford - sång på Delivering the Goods